# Laura Gudack
Laura Gudack fue una presentadora de televisión, modelo y actriz italiana con amplia carrera en Chile.

## Biografía
Nació en Fiume (Rijeka) cuando la ciudad era territorio italiano, pasando a formar parte de Yugoslavia tras la Segunda Guerra Mundial. Posteriormente realizó sus estudios en Milán.
Fue la primera coanimadora del Festival de Viña del Mar en su octava edición de 1967. La mayoría de su carrera artística la desarrolló en las décadas de 1960 y 1970, participando en anuncios de las revistas de Almacenes Paris.
Grabó algunas canciones de la autora Lucy Morel, Ya no más, nunca más, que es una balada romántica y Adónde quieres llegar, es un estilo go-go.
Fue secretaria del Sindicato Nacional de Cantantes Profesionales de Chile.
En 1970 actuó en la película Sonrisas de Chile, la cual, a pesar de su nombre, contaba cuatro historias divertidas con toques de humor negro. Ese mismo año presentó el programa La Gran Jornada junto a Javier Miranda Munizaga en Canal 13, por entonces perteneciente a la Universidad Católica de Chile.
En 1975 participó en la publicación del libro La Gaviota de Viña del Mar, escrito por Ignacio Vicuña Labarca y Scottie Scott, donde narra su experiencia coanimando el Festival de Viña del Mar de 1967.